# Tumbo Baro
Tumbo Baro is een bestuurslaag in het regentschap Aceh Besar van de provincie Atjeh, Indonesië. Tumbo Baro telt 1316 inwoners (volkstelling 2010).